# 小行星1120
小行星1120（1120 Cannonia）是一颗围绕太阳公转的小行星。1928年9月11日，佩拉格婭·沙因在克里米亚发现了此天体。
該小行星以美國天文學家安妮·坎農命名。
这颗小行星的绝对星等为12.12等。